# Nyodes njombei
Nyodes njombei là một loài bướm đêm trong họ Noctuidae.